# Table des caractères Unicode (EF000-EFFFF)
Cette page contient des caractères spéciaux ou non latins. S’ils s’affichent mal (▯, ?, etc.), consultez la page d’aide Unicode.
Cette page décrit la liste des caractères Unicode codés de U+EF000 à U+EFFFF en hexadécimal (978 944 à 983 039 en décimal).

## Sous-ensembles
Cette portion n'est pas encore attribuée.
La liste suivante montre les sous-ensembles spécifiques de cette portion d’Unicode.
| Sous-ensemble                              | Réservés | Réservés | Décimal | Décimal |
| Sous-ensemble                              | Début    | Fin      | Début   | Fin     |
| ------------------------------------------ | -------- | -------- | ------- | ------- |
| —                                          | U+E01F0  | U+EFFEF  | 918 000 | 983 023 |
| Spécial (non-caractères en fin de plan 14) | U+EFFF0  | U+EFFFF  | 983 024 | 983 039 |

## Liste

### Spécial(fin de plan 14)
| v · d · m | 0 | 1 | 2 | 3 | 4 | 5 | 6 | 7 | 8 | 9 | A | B | C | D | E | F |
| --------- | - | - | - | - | - | - | - | - | - | - | - | - | - | - | - | - |
| U+EFFF0   |   |   |   |   |   |   |   |   |   |   |   |   |   |   |   |   |